# Liste von Persönlichkeiten der Stadt Herrenberg
Diese Liste von Persönlichkeiten der Stadt Herrenberg zeigt die Bürgermeister, Söhne und Töchter der Stadt Herrenberg und deren Stadtteile (Affstätt, Gültstein, Haslach, Kayh, Kuppingen, Mönchberg und Oberjesingen), sowie weitere Persönlichkeiten, die mit Herrenberg verbunden sind. Die Liste erhebt keinen Anspruch auf Vollständigkeit.

## Bürgermeister
Bis 1930 hieß das Stadtoberhaupt Stadtschultheiß, anschließend bis 1973 Bürgermeister. Seit 1974 heißt das Stadtoberhaupt Oberbürgermeister. Folgende Personen waren Stadtoberhäupter von Herrenberg:
- 1819–1824: Karl Ludwig Berg
- 1824–1833: Wunderlich
- 1833–1840: Khönle
- 1840–1859: Marz
- 1859–1893: Sauter
- 1893–1927: Wilhelm Haußer
- 1927–1934: Reinhold Schick
- 1934–1936: Emil Eipper
- 1936–1945: Jakob Schroth
- 1945–1946: Wilhelm Niethammer
- 1946–1947: Rudolf Knöll
- 1947–1948: Eberhard Frohnmayer
- 1948–1953: Reinhold Schick
- 1953–1985: Heinz Schroth
- 1985–2008: Volker Gantner
- 2008–2024: Thomas Sprißler
- seit 2024: Nico Reith

## Söhne und Töchter der Stadt
Folgende Personen wurden in Herrenberg (bzw. in einem Stadtteil des heutigen Stadtgebiets von Herrenberg) geboren:

### 16. Jahrhundert
- um 1497, Heinrich Füllmaurer, † 1547/48 in Tübingen, Maler und Zeichner
- 1505, 25. April, Marx Schickhardt, † 1555 in Herrenberg, Kunstschreiner
- 1511, 2. November, Lucas Schickhardt (I.), † 13. August 1585 in Herrenberg, Kunstschreiner
- 1512, Hans Schickhardt, † 17. Oktober 1585 in Tübingen, Maler
- 1525, 4. Mai, Balthasar Moser von Filseck und Weilerberg, † 4. Mai 1595 in Stuttgart, Geschäftsmann, Bürgermeister von Göppingen
- 1550, 23. Oktober, Maria Andreae geborene Moser, † 1632 in Calw, deutsche Apothekerin
- 1560, 9. Februar, Lucas Schickhardt (II.), † 7. September 1602, Kunstschreiner
- 1558, 5. Februar, Heinrich Schickhardt, † 14. Januar 1635 in Stuttgart, Baumeister der Renaissance
- 1562, 24. Juli, Philipp Schickhart, † 7. Oktober 1635 in Göppingen, Pfarrer, Dekan und Prälat
- 1572, 12. November, Johann Valentin Neuffer, † 5. April 1610 in Tübingen, Jurist und Professor für Jurisprudenz an der Universität Tübingen
- 1582, Johann Christoph Neyffer, † 1632 in Tübingen, Maler und Zeichner
- 1585, um 1. Juni, Lucas Schickhardt, † vor 1613 in Mömpelgard, Goldschmied und Zeichner
- 1586, Johannes Schickhardt, † 12. Dezember 1623 in Herrenberg, Stadtschreiber, Kastenpfleger und Keller
- 1586, 17. August, Johann Valentin Andreae, † 27. Juni 1654, Theologe und Schriftsteller
- 1592, 22. April, Wilhelm Schickard, † 23. Oktober 1635 in Tübingen, Erfinder der Rechenmaschine

### 17. bis 19. Jahrhundert
- 1603, 3. Januar, Lucas Schickhardt (III.), 24. September 1651 in Stuttgart, Präzeptor sowie Rentkammer-Expeditionsrat
- 1655, 23. November, Johann Conrad Klemm, † 18. Februar 1717 in Tübingen, Geistlicher, Theologe und Hochschullehrer
- 1658, 26. Februar, Johann Hiller von Gaertringen, † Ende März 1715 in Regensburg, württembergischer Diplomat und Gesandter
- 1696, 2. November, Conrad Weiser, geboren in Affstätt, † 13. Juli 1760 in Pennsylvania, USA. Siedler, Dolmetscher und Diplomat
- 1697, 15. Januar, Johann Georg Fischer, † 14. Oktober 1780 in Freiburg im Breisgau, Orgelbauer
- 1760, 17. Oktober, Eberhard Friedrich Steck, † 10. Juni 1837, Oberamtmann
- 1774, 25. Februar, Carl Friedrich Berg, † 21. Mai 1835 in Stuttgart, Pharmazeut und Unternehmer
- 1783, 25. August, Christian Ludwig Traub, † 11. Februar 1836 in Tuttlingen, Oberamtmann und Landtagsabgeordneter
- 1803, 3. Oktober, Rudolf von Mohl, † 18. August 1892 in Stuttgart, Präsident des Verwaltungsgerichtshofes
- 1805, 30. April, Theodor Eisenlohr, † 31. August 1869 in Nürtingen, Pädagoge, Rektor des Lehrerseminars, 1849 Abgeordneter der Frankfurter Nationalversammlung
- 1807, 5. März, Karl Philipp Fischer, † 25. Februar 1885 in Winnenden, Philosoph, Professor an der Universität Tübingen
- 1811, 8. Mai, Gottfried Höschle, † 3. April 1867 in Laupheim, württembergischer Oberamtmann
- 1856, 14. Dezember, Julius Ackerknecht, † 8. Juli 1932 in Stuttgart, Gymnasialprofessor u. a. für Französisch, Verfasser von Lehrmitteln zur Phonetik
- 1883, Julie Majer, † 1963 in Herrenberg, antifaschistische Widerstandskämpferin
- 1900, 8. Juli, Karl Kühnle, geboren in Kuppingen, † 15. Oktober 1981 ebenda, Künstler (Maler des Gäus)

### 20. Jahrhundert
- 1926, 17. März, Bernhard Ulrich, Forstwissenschaftler und Ökosystemforscher, † 14. Oktober 2015
- 1927, 21. Februar, Otto Roller, geboren in Oberjesingen, † 10. Mai 2017 in Speyer, Archäologe
- 1935, 8. Mai, Martin Dorn, Landtagsabgeordneter
- 1942, 27. Juli, Karl Link, Olympiasieger und Weltmeister 1964 Bahnradsport 4000 m Mannschaftsverfolgung
- 1953, 22. Dezember, Hans-Michael Holczer, Leiter des ehemaligen Radsportteams Gerolsteiner
- 1957, 1. Januar, Heinz Kußmaul, Wirtschaftswissenschaftler und Hochschullehrer
- 1957, 24. März, Martin Kolbe, Gitarrist
- 1958, 10. September, Klaus Dürr, † 21. Juni 2020, Politiker
- 1959, 10. April, Udo Rauch, Archivar und Stadthistoriker
- 1960, 16. Oktober, Hartmut Schick, Musikwissenschaftler
- 1961, 7. Januar, Roland Deines, evangelischer Theologe und Professor der Internationalen Hochschule Liebenzell
- 1961, 13. November, Tobias Brenner, Politiker
- 1968, Matthias Hanßmann, evangelischer Pfarrer
- 1968, 4. April, Jochen Novodomsky, ehemaliger Profi-Fußballer der Stuttgarter Kickers
- 1969, Thorsten Schmidt, Filmregisseur
- 1973, 28. März, Thomas Straub, Wirtschaftswissenschaftler und Hochschullehrer
- 1974, Bernd Lange, Drehbuchautor und Regisseur
- 1983, 6. Januar, Sven Krauß, Radrennfahrer
- 1983, 24. Oktober, Marius Broening, Leichtathlet
- 1984, 9. Juni, Stephanie Halm, Rennfahrerin
- 1986, 7. August, Mahir Savranlıoğlu, Fußballspieler
- 1986, 25. August, Thorsten Barg, Fußballspieler
- 1990, 3. April, Laura Glaser, Handballtorfrau
- 1990, 9. April, Kim Kulig, Fußball-Nationalspielerin
- 1990, 9. November, Peter Lewys Preston, Schauspieler und Sänger
- 1991, 1. April, Robin Mesarosch, Bundestagsabgeordneter
- 1992, 25. März, Kai Strobel, Schlagzeuger, Perkussionist und Komponist
- 1993, 4. Mai, Annika Schmidt, Fußballspielerin
- 1993, 17. September, Manuel Bihr, Fußballspieler
- 1994, 18. Oktober, Tobias B. Bacherle, Bundestagsabgeordneter

## Weitere mit Herrenberg in Verbindung stehende Persönlichkeiten
Folgende Persönlichkeiten, die vor Ort wirken und gewirkt haben, sind mit der Stadt Herrenberg und deren Stadtteile verbunden:

### 17. Jahrhundert
- Hans Ulrich Alt (kurz nach 1557 – 1614/1627), württembergischer Maler, einer der beiden Maler, die den Anfang der Tübinger Professorengalerie schufen

### 18. Jahrhundert
- Friedrich Christoph Oetinger (1702–1782), pietistischer Theologe, 1759–1765/1766 Spezialsuperintendent (Dekan) und Erster Stadtpfarrer in Herrenberg, seit 2. Dezember 1765 (Ernennung; 1766 Amtsantritt) Herzoglicher Rat, Prälat sowie Abt des evangelischen Klosters Murrhardt, dazu Erster Stadtpfarrer in Murrhardt
- Philipp Matthäus Hahn (1739–1790), pietistischer Theologe und Mechaniker, 1762–1763 Vikar in Herrenberg bei Friedrich Christoph Oetinger, zuletzt (1781–1790), Pfarrer in Echterdingen, dem heutigen Stadtteil von Leinfelden-Echterdingen

### 19. Jahrhundert
- Willy Planck (1870–1956), Maler, beeinflusst vom Schwäbischen Impressionismus, bekannter Illustrator von Heidi- und Karl-May-Büchern, verwandt mit dem Nobelpreisträger Max Planck

### 20. Jahrhundert
- Luise Schöffel (1914–1997), Gründerin des Verbands alleinerziehender Mütter und Väter
- Margret Hildebrand (1917–1997), eine der wichtigsten deutschen Textildesignerinnen der Wiederaufbau-Zeit, 1948–1963 Leiterin des Entwurfsateliers und zweite Geschäftsführerin der seit 1948 in Herrenberg ansässigen Stuttgarter Gardinenfabrik.
- Antoinette de Boer (* 1939), Textildesignerin, deren Entwürfe international ausgezeichnet wurden, langjährige künstlerische Leiterin der Stuttgarter Gardinenfabrik.
- Karlheinz Hartmann (1950–2023), schwäbischer Mundartschauspieler, lebte in Herrenberg.
- Wolfgang Wulz (* 1950), Schriftsteller und Mundartforscher, lebt in Herrenberg
- Albin Braig (* 1951), schwäbischer Mundartschauspieler und ehemaliger Leiter der Komede-Scheuer in Leinfelden-Echterdingen, lebt in Herrenberg.
- Michael Nagel (* 1970), Wirtschafts- und Sozialwissenschaftler sowie Hochschullehrer, lebt in Herrenberg.